# Arno Meijs
Arno Meijs (Maastricht, 1941) is een Nederlands architect.

## Biografische schets
Meijs kreeg zijn opleiding aan de hts in Heerlen en de Academie van Bouwkunst in Maastricht (waar hij ook enige tijd doceerde) en Amsterdam. Aanvankelijk was hij in dienst van het bureau van J.F.M.W. van der Pluym, dat hij voortzette. Vanaf 1968 werkte hij als zelfstandig architect in Maastricht. Sinds 2006 heet het bureau van Meijs officieel AMA Group BV, met vestigingen in Maastricht en Waardenburg.
In 2011 kwam de AMA Group van Meijs door de crisis in de bouw in financiële problemen. Het aantal medewerkers werd van 43 teruggebracht naar 13, maar dit bleek niet voldoende. In juni van dat jaar werd het bureau failliet verklaard. Binnen één week lukte het om een doorstart te maken in afgeslankte vorm.

## Projecten
Een vroeg project van Meijs was Hotel Maastricht (1976), waarvoor hij in 1998 een uitbreiding ontwierp.
Belangrijke opdrachten waren: Holland Casino's in Utrecht en Valkenburg, de kantoren van Vodafone (toen Libertel) en Ondernemingshuis (toen Kamer van Koophandel) in Maastricht, het SNS-kantoor in Assen en het masterplan voor de Maasboulevard in Venlo.
Meijs is met name bekend vanwege het grote aantal theaters dat zijn bureau ontwierp in onder andere Maastricht (Theater aan het Vrijthof), Scheveningen (Circustheater), Utrecht (Beatrix Theater), Amsterdam (Theater Fabriek, DeLaMar), Aalsmeer (Showbizz City), Hamburg, Berlijn, Oberhausen, Stuttgart en Parijs.
Het bureau van Meijs geniet tevens bekendheid om de ontwikkeling van winkelcentra in Heerlen (Corio Center Heerlen), Maastricht (Entre Deux), Roermond, Diemen, Genk en Kiel (Antwerpen).

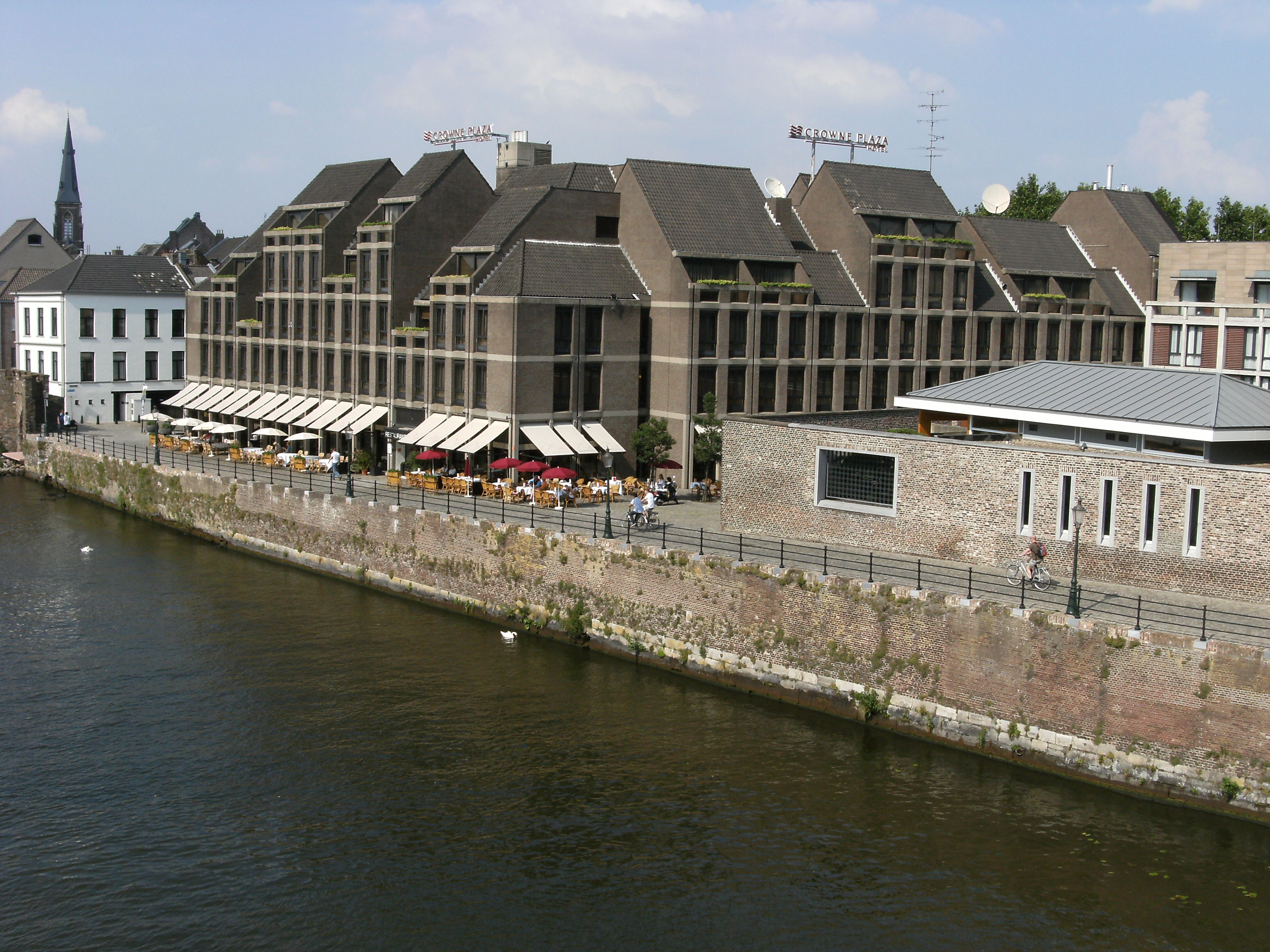
Hotel Maastricht, Maastricht
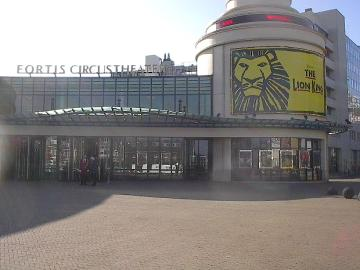
Circustheater, Scheveningen
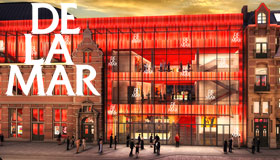
DeLaMar Theater, Amsterdam
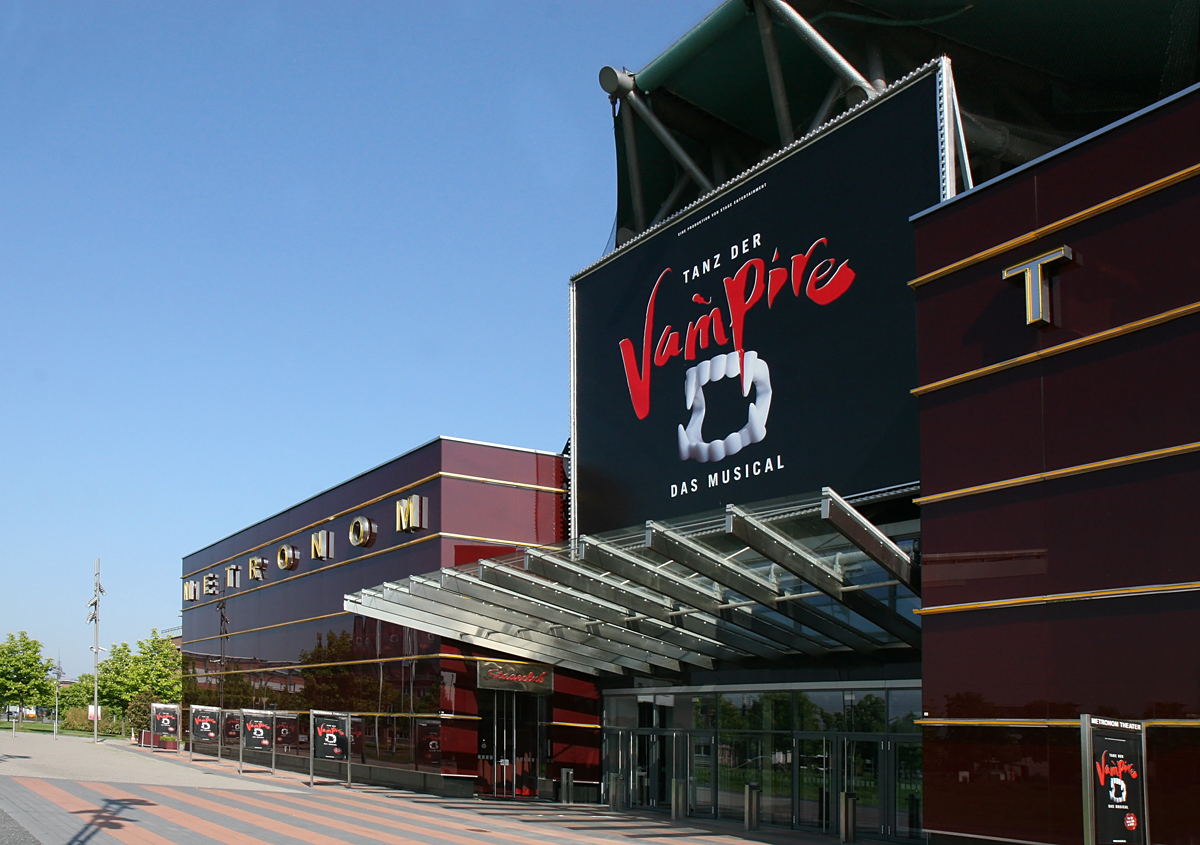
Metronom Theater, Oberhausen